# Петля Оріона (фільм)
«Петля Оріона» (рос. «Петля Ориона») — український радянський науково-фантастичний фільм 1981 року, поставлений режисером Василем Левіним.

## Сюжет
Фільм відкривається коротким інтерв'ю групи консультантів, які діляться думками щодо можливості появи розумного життя. Вони висловлюються про поширеність іншопланетних цивілізацій; були б вони схожі на людей, чи зовсім інші.
На межі Сонячної системи виникло потужне випромінювання, від якого космонавти божеволіють. Це явище називають «Петлею Оріона». Для його дослідження з Землі за завданням ООН вирушає радянський корабель «Фаетон» зі змішаним екіпажем з людей та «кіберів» — роботів-андроїдів конструкції кібернетика Скрябіна. Роботи здатні витримувати екстремальні умови, а в разі недієздатності людей можуть замінити їх, бо є двійниками кожного члена команди. Зовні кіберів відрізняють тільки чорні костюми.
Діставшись до зони випромінювання, екіпаж бачить галюцинації. Кібернетик зорельота Олександр покладає свої обов'язки на робота-двійника. Але невдовзі той виходить з ладу, лишивши зореліт без обслуговування. Борт-інженер Митя зі своїм роботом виявляють щілину в обшивці та розуміють, що випромінювання проникає крізь неї.
Митя бачить примарну жінку, що називає себе Ея. Потім виникають інші іншопланетяни, котрі представляються нащадками цивілізації з загиблої десятої планети Сонячної системи. Вони попереджають про галактичний вірус Ер Зет, що викликає «скляну хворобу». Іншопланетяни намагаються врятувати людство, посилаючи зі своєї планети Діана потік «реліктових нейтрино», щоб створити навколо Землі енергетичний бар'єр, який і є «Петлею Оріона».
Іншопланетяни з'являються й іншим членам екіпажу, але тільки люди можуть переживати це більш-менш стійко. Кібери ж ламаються при спробі заговорити з ними. Командир Павел постає перед питанням кому довіряти: роботам, що непідвладні ілюзіям, чи людям, які можливо відчувають те, на що не здатні машини. Він, проте сумнівається чи не є видіння тільки грою уяви. Навігатор Август виходить у відкритий космос, щоб поремонтувати обшивку корабля, і зазнає ушкоджень мозку від випромінювання. Лікар Маша виліковує його за допомогою медичної технології «психоконтакту», яку вона розробила разом з його матір'ю Ганною Петрівною, загиблою в процесі експериментів.
Кібернетик трактує наміри іншопланетян як ворожі й хоче знищити «Петлю Оріона», пропонуючи різні способи. Він ранить командира і намагається перекомутувати комп'ютер, щоб змінити польотне завдання, але викликає замикання і гине, пошкодивши електронні схеми й робота-лікаря. Інопланетянка запевняє, що центр петлі, який прямує до Землі, захистить людей. Командир приймає рішення вийти у відкритий космос і пролетіти крізь центр петлі, щоб перевірити наміри її творців. В результаті його рана повністю гоїться, не залишивши ніяких слідів.
Метеорний потік ушкоджує відсік бортінженера. Робот-двійник намагається відкрити герметичні двері, поставивши під загрозу життя інших членів екіпажу, Митя дезактивує його за кілька секунд до розгерметизації, але сам опиняється в вакуумі. Команда думає, що він загинув, але іншопланетяни встигають врятувати його, огорнувши енергетичним коконом.
Посланці радять екіпажу повертатися на Землю, щоб підготуватися до безпечного спілкування.

## У ролях
| • Леонід Бакштаєв   | … | Павело Бєлов (командир корабля)/Командир-2     |
| • Геннадій Шкуратов | … | Август Горіс (навігатор)/Навігатор-2           |
| • Анатолій Матешко  | … | Митя Тамаркін (борт-інженер)/Борт-інженер-2    |
| • Віталій Дорошенко | … | Олександр Саганський (кібернетик)/Кібернетик-2 |
| • Людмила Смородіна | … | Марія Дементьєва (лікар)/Лікар-2               |
| • Анатолій Азо      | … | Микола Кречет (керівник проекту)               |
| • Гіві Тохадзе      | … | Старий (іншопланетянин)                        |
| • Лія Еліава        | … | Жінка (Ганна Петрівна, іншопланетянка)         |
| • Олена Кокалевська | … | Ея (іншопланетянка)                            |

В епізодах
| • Андрій Градов        | … | Андрій Семенович              |
| • Юрій Меншагін        | … | італійський астронавт         |
| • Борис Руднєв         | … | італійський астронавт         |
| • Валентин Кулик       | … | член комісії (немає в титрах) |
| • Ерменгельд Коновалов | … | член комісії (немає в титрах) |

## Знімальна група
- Автори сценарію — Олексій Леонов і Валентин Селіванов
- Режисер-постановник — Василь Левін
- Оператор-постановники — Вадим Авлошенко, Едуард Губський, Георгій Лемешев
- Композитор — Олександр Зацепін
- Режисер — С. Цивілько
- Монтаж — В. Монятовська
- Художники-постановники — Лариса Токарєва і Олександр Токарєв
- Художник по костюмах — Н. Акімова
- Звукооператор — Ганна Подлєсна
- Художник по гриму — С. Кучерявенко
- Редактор — Неллі Некрасова
- Директор фільму — Г. Ташчан

Симфонічний оркестр Держкіно СРСР під управлінням диригента В. Васильєва

### Консультанти
- Головний консультант — академік Роальд Сагдєєв
- Члени-кореспонденти АН СРСР Йосип Шкловський і Микола Кардашов
- Льотчики-космонавти СРСР Олексій Леонов і Віталій Севастьянов